# Torsten Palm
Torsten Palm (Kristinehamn, 23 juli 1947) is een Zweeds voormalig Formule 1-coureur.
Palm nam in 1975 deel aan twee grands prix, de Grand Prix van Monaco en zijn thuisrace voor het team Hesketh Racing, maar behaalde hierin geen punten.